# Chest
Chest er en dansk kortfilm fra 2013, der er instrueret af Nønne Mai Svalholm.

## Handling
Cairo, april 2013. Der er uro i gaderne, men på toppen af et tag er der fuldstændig stille. To mennesker kredser om hinanden i en sanselig dans. Er det kærlighed og begær, man ser udfolde sig? Eller er det helt andre, mere destruktive følelser? Kroppene taler deres eget sprog.